# Kherem
Kherem — вимерлий рід ссавців з підродини Cedromurinae родини Sciuridae, ендемічний для Монголії.